# Tucker, Mississippi
Tucker là một thành phố thuộc quận Neshoba, tiểu bang Mississippi, Hoa Kỳ. Năm 2010, dân số của thành phố này là 662 người.

## Dân số
- Dân số năm 2000: 534 người.
- Dân số năm 2010: 662 người.